# Gemelliporidra ornatissima
Gemelliporidra ornatissima is een mosdiertjessoort uit de familie van de Hippaliosinidae. De wetenschappelijke naam van de soort is voor het eerst geldig gepubliceerd in 1928 door Canu & Bassler.